# B2B
„Би́знес за би́знеса“ (B2B) (на английски: „business-to-business“, съкращението се произнася би-ту-би) е термин, определящ вида на информационно и икономическо взаимодействие, класифициран според типа на взаимодействащите си субекти. В дадения случай това са юридически лица, които работят не за крайния обикновен потребител, а за други такива компании, тоест за друг бизнес.

## Описание
В западните страни под термина В2В често се подразбира всяка дейност по предоставяне от едни производствени компании на други на съпроводителни услуги, допълнително оборудване, а също и на стоки, предназначени за производството на други стоки (средства за производство), стоки за професионално използване и т.н. Такава сфера на дейност е ориентирана към получаване на полза (печалба) от оказване на услуги или от продажба на стоки, където „обекти“ са услугите или стоките, а „субекти“ са организациите, взаимодействащи на пазара. В качеството на „продавач“ и „купувач“ на услуги или стоки тук действат организации и (или) индивидуални предприемачи.
На термина B2B се противопоставя терминът „стоки за широко потребление“ (на английски: „Fast moving consumer goods“, FMCG), т.е. бизнес, насочен към крайния потребител. Например, ако се преговаря с компания, произвеждаща стоки за всекидневна употреба, то това е областта на „FMCG“, на „ширпотреба“, а не на „В2В“, въпреки че компанията е юридическо лице.
Обемът на B2B трансакции (сделки) е по-голям, отколкото обемът на B2C трансакции.